# Anders Sundman
Anders Sundman , död 1802, var en svensk skådespelare, operasångare och komiker. Han var anställd vid Eriksbergsteatern 1780-84, Munkbroteatern 1784-98 och vid både Operan och Dramaten 1798-1802. 
Sundman var en populär sångare vid operetterna och sångrollerna och komiker vid talpjäserna på Munkbroteatern. Då pjäsförfattaren Didrik Gabriel Björn 1790 satte upp Det besynnerliga spektaklet som efterpjäs till Greven av Oldsbach, där teaterns skådespelare tackade publiken för deras stöd i gestalt av sina mest populära roller; Björn själv uppträdde som sig själv, som teaterskribent, följd av Magnus Bonn som Mäster Sock i Skomakaren, Anders Lundberg som Hyrkusken i Engelsmannen i Paris, Johan Petter Lindskog som Bartholo och Bazile i Barberaren i Sevilla, Jonas Sundman som Jonas i Mäklaren, Carl Schylander som Mor Bobi och dansmästare Rigadoun, Johanna Catharina Enbeck (Gertrud i Njugg spar), Brita Maria Modéer (kammarjungfrun i Den obetänksamma), Christina Rahm (Anna Stina i Maskeraden), Lisette Stenberg (Lady Alton i Skottländskan), Margareta Sofia Lagerqvist (Anette i Anette och Lubin) och Eva Säfström  som trädgårdsflickan i Sophie. Han tillhörde de blev av denna teaters personal som anställdes vid de kungliga teaternarna inför Munkbroteaterns stängning 1799. Trots en då hög lön på 800 från båda teatrarna lämnade han en familj i fattigdom.